# Sphaenorhynchus bromelicola
Espèce
Statut de conservation UICN

 DD  : Données insuffisantes
Sphaenorhynchus bromelicola est une espèce d'amphibiens de la famille des Hylidae.

## Répartition
Cette espèce est endémique de l'État de Bahia au Brésil. Elle se rencontre dans la municipalité de Maracás,.

## Publication originale
- Bokermann, 1966 : Duas novas especies de 'Sphaenorhynchus' (Amphibia, Hylidae). Revista Brasileira de Biologia, vol. 26, p. 15-21.